# Тъмните му материи
„Тъмните му материи“ е трилогия от Филип Пулман, която се състои от книгите „Северно сияние“ (1995), „Острият кинжал“ (1997) и „Кехлибареният далекоглед“ (2000). През 2003 година „Тъмните му материи“ остана трета в анкетата на телевизия БиБиСи за най-обичана книга във Великобритания.

## Сюжет

### Северно сияние
Историята разказва за едно много смело момиче – Лайра Белакуа, което се впуска в опасно приключение заедно с бронираната мечка Йорек.

В един вълшебен паралелен свят, където вещици кръжат в небето и полярни мечки с брони управляват замръзналия Север, а хората имат „демони“ в животински облик – част от душата, с която могат да разговарят, на едно специално момиче е писано да реши съдбата на цялата вселена.
Когато Лайра Белакуа става пазителка на Златния Компас, тя разбира, че нейният свят и нейните приятели са застрашени от тайните планове на Мисис Колтър. С помощта на бронираната мечка Йорек Бирнисон, един спасителен отряд от цигани и вещицата Серафина Пекала, Лайра започва своето пътешествие по пътя към приятелството и смелостта.
Филмовата адаптация на романа излиза през 2007 година под името „Златният компас“.

### Острият Кинжал
Във втората част от трилогията Лайра среща Уил, момче от нашия свят, което бяга от невидимите демони, преследващи майка му, и така се озовава в света на привидно изоставения град Читагазе.

## Главни герои
- Лайра Белакуа
- Уил Пари
- Лорд Азриел
- Мариса Колтър
- Д-р Мери Малоун
- Йорек Бирнисон
- Джон Фаа
- Отец Корам
- Лий Скорзби
- Станислаус Груман
- Серафина Пекала

## Награди
- Winner of the Carnegie Medal (England)
- Winner of the Guardian Fiction Prize (England)
- An ALA Notable Book
- An ALA Top Ten Best Book for Young Adults
- A Horn Book Fanfare Honor Book
- A Bulletin of the Center for Children’s Books Blue Ribbon book
- A Publishers Weekly Best Book of the Year
- A Booklist Editors’ Choice – „Top of the List“
- A Book-of-the-Month Club Main Selection
- A Children’s ABBY Honor Book

## Филм
На 7 декември 2007 New Line Cinema издава филмова адаптация на книгата, озаглавена Златният компас (The Golden Compass).
Историята е заимствана от първата книга от поредицата „Тъмните му Материи“ на Филип Пулман. Продуценти на филма са продуцентите на фентъзи трилогията „Властелинът на пръстените“. Основният актьорски състав е: 
- Никол Кидман (Nicole Kidman) – Мариса Колтър
- Даниел Крейг (Daniel Craig) – Лорд Азриел
- Ева Грийн (Eva Green) – Серафина Пекала
- Сам Елиът (Sam Elliott) – Лий Скорзби
- Дакота Ричардс (Dakota Blue Richards) – Лайра Белакуа

## Компютърна игра
На 4 декември 2007 е издадена видеоиграта Златният компас, направена по филмовата адаптация на книгата. Играта е разработена от Shiny Entertainment и публикувана от Sega.
Играещият влиза в ролите на Лайра Златоуста и Йорек Бирнисон, в опитите на Лира да спаси своя приятел Роджър. Силата на Йорек е физическа, но това не означава, че Лайра е безполезна. Когато нейният демон Пан променя формата си, тя го използва за различни цели и така напредва в играта.